# Козупица, Василий Николаевич
Васи́лий Никола́евич Козу́пица (род. 15 сентября 1961, Новотроицк, Оренбургская область) — российский государственный деятель. Глава города Орска (24 октября 2019 — 5 июля 2024).

## Биография
Василий Козупица родился 15 сентября 1961 года в Новотроицке.
В 1983 году окончил Оренбургский политехнический институт по специальности инженера-механика.
В том же году начал трудовую деятельность мастером на Оренбургском заводе свёрл.
В 1983—1985 годах служил в Советской Армии.
В 1987 году окончил высшую школу КГБ СССР. С 1987 года по 2010 год проходил военную службу в органах государственной безопасности. С 1996 года — на руководящих должностях.
В 2010—2015 годах — первый заместитель главы администрации города Орска.
В 2015—2019 годах — генеральный директор ООО «ОП Вымпел».
До назначения на должность главы города Орска полгода занимал пост временно исполняющего полномочия.
24 октября 2019 года Орский городской Совет депутатов избрал Василия Козупицу главой города Орска, и в тот же день он вступил в должность. Секретарь местного отделения партии «Единая Россия» города Орска.
15 апреля 2024 года после сильного наводнения, которое произошло в Орске, «Фонд борьбы с коррупцией» опубликовал расследование, в котором утверждается, что семья мэра Василия Козупицы живёт в Объединенных Арабских Эмиратах. В ходе расследования выяснилось, что незадолго до прорыва дамбы и наводнения в Орске сын чиновника Николай Козупица купил квартиру в Дубае площадью 91 квадратный метр, стоимость которой оценивается в 33 миллиона рублей (353,6 тысяч долларов США). Николай уехал из России сразу после объявления мобилизации в 2022 году. 16 апреля 2024 года Козупица прокомментировал расследование от ФБК. По его словам, его сын Николай живёт в Дубае из-за работы, до этого он выучился на инженера и трудился на Сахалине. «Там [в Дубае] тоже не мёд. Очень жарко и очень сложный климат. Я горжусь тем, что мои дети всего добиваются сами. И я этого никогда не скрывал», — заявил мэр города.
16 апреля 2024 года на сайте Change.org появилась петиция об отставке главы Орска Василия Козупицы. По мнению автора петиции по имени Светлана, мэр обязан помочь восстановить инфраструктуру, а после — уйти в отставку. «Ущерб от ошибки — сотни тысяч людей, которые находятся в неблагополучных для проживания условиях. Кто-то потерял свое жилье, кто-то сидит без воды, света, газа. Дом моего отца под водой. Дома моих соседей под водой. Не все родились в золотой рубашке, и многим жилье досталось потом и кровью. Люди в ужасе», — говорится в петиции.
5 июля 2024 года Козупица подал в отставку. Прошение об отставке было удовлетворено губернатором Оренбургской области Денисом Паслером. Временно исполняющим обязанности назначили заместителя Козупицы Артёма Воробьёва.

## Личная жизнь
Женат вторым браком.
Первая жена Антонина Ивановна Козупица (10 апреля 1962 — 11 февраля 2018). Работала в Управлении Федерального казначейства по Оренбургской области. Погибла в авиационной катастрофе. Двое детей. Старший сын Антон. Окончил Академию ФСБ, служит в ФСБ. Младший сын Николай. Окончил геологический факультет МГУ. Работал на Сахалине, а затем вместе с семьей уехал на работу в Саудовскую Аравию.